# 近鉄6411系電車

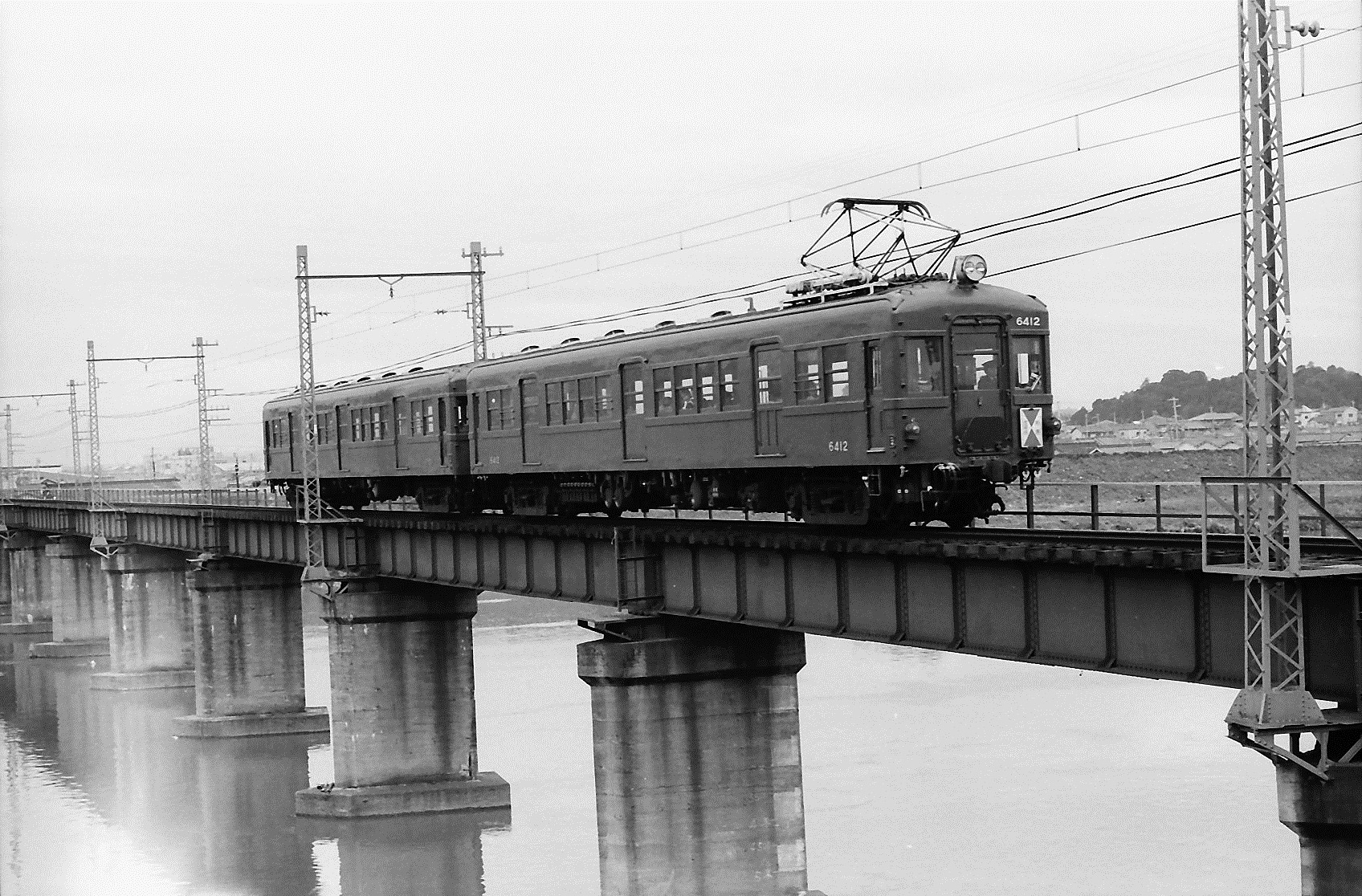
モ6412

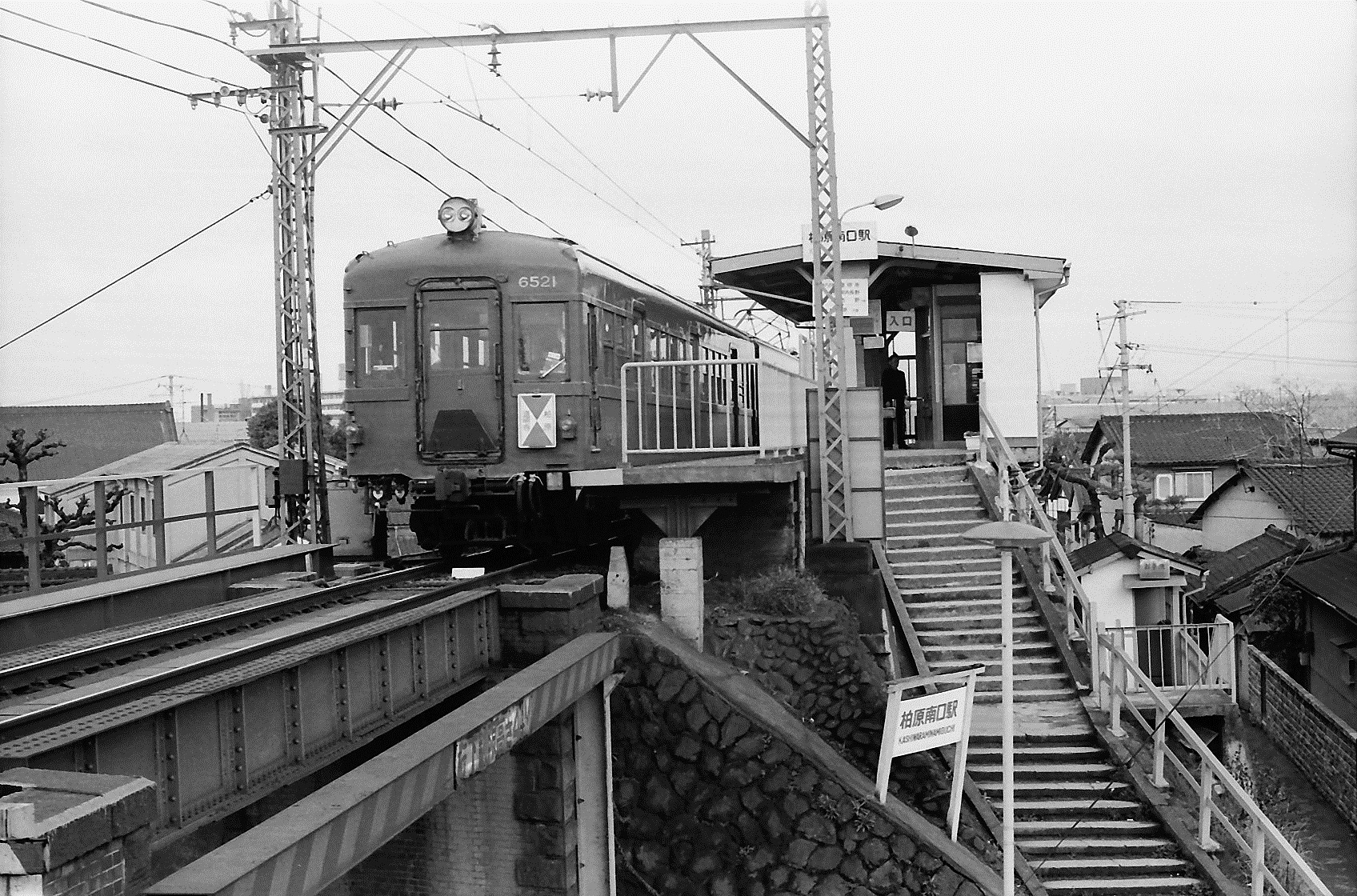
ク6521

近鉄6411系電車（きんてつ6411けいでんしゃ）とは、近畿日本鉄道が保有した通勤形電車の一系列。かつては6801系と称していた。

## 概要
南大阪線の電車新造は、旧・大阪鉄道時代の1928年から1930年にデニ500形（近鉄合併後6601系となる）とその派生型が60両も大量増備されてから後、20年近くに渡って途絶えていたが、戦中戦後の酷使に伴う車両需給の逼迫は南大阪線系列でも例外でなく、本系列が久々の純新車として1949年12月に製造された。
当初はモ6801形6801～6804、ク6701形6701・6702として登場した。
車体長は当時の近鉄車両最大の20.9mを擁し、スタイルは大阪線の旧1400系と類似した張り上げ屋根を備えた大柄な3扉車であったが、塗色は当時の南大阪線に有料優等列車が無かった時代にもかかわらず、同時期の大阪・名古屋線特急色である上半クリーム・下半ダークブルーであった。
主電動機は三菱電機製の狭軌用大出力型（MB-292-AF、出力150kW×4）で、主制御器は南大阪線初の日立製作所製電動カム軸制御器(MMC-H200EZ)を採用した（大阪鉄道時代からウェスティングハウス(WH)社製の単位スイッチ制御器が主力であった南大阪線系列では異例の採用であった）。台車は近畿車輛製のボールドウィンタイプ・イコライザー式で、旧式ながらこの当時では手堅い選択であった。
1957年に6800系（ラビットカー）が登場したことにより、モ6801形6801～6804はモ6411形6411～6414に、ク6701形6701・6702はク6521形6521・6522に改番された。その頃、名古屋線車両では標準軌改軌への準備工事が始まり、車両数が不足したため、特急色のまま同線に転属した（同線初の20m車両）。同年末には当時の一般車色であるダークグリーンに塗り替えられ、1959年の改軌完成後には旧国鉄関西本線経由で再び南大阪線に戻っている。なお、1964年にはマルーンレッドに塗り替えられている。
全車、両運転台で登場したが、1966年にモ6412・6413、ク6521・6522の4両は片運転台に改造され、あべの橋寄りからモ6411形(Mc)+ク6521形(Tc)と2両編成を組み、主に道明寺線や御所線で使用されるようになった。残るモ6414とモ6411は両運転台のまま荷物電車として運用されるようになり、1980年に電動貨車モワ26+モワ27に改番された。老朽化のため6600系に代替され、1983年に全車廃車となった。